# Oude Jeroenskerk
De Oude Jeroenskerk (voorheen Grote of St. Jeroenskerk) is een gotische kruiskerk in Noordwijk-Binnen, een oude kern binnen de Nederlandse gemeente Noordwijk. De kerk is genoemd naar de martelaar Jeroen. Deze werd door de Noormannen op 17 augustus 856 onthoofd, omdat hij zijn geloof niet wilde afvallen. De kerk wordt gebruikt door de Protestantse Gemeente Noordwijk.
Het interieur: Hardstenen doopvont (15e eeuw) met vier gebeeldhouwde koppen. In de koorsluiting omlopende banken met inscriptie op het fries, gedateerd 1636. Preekstoel midden 17e eeuw. Omvangrijk wandbord, gedateerd 1638. Tekstborden op het koorhek (1650) met de Geloofsbelijdenis, de Tien Geboden en het Onze Vader. Herenbank (Francis Maas, 1751 Lodewijk XV-stijl) met op de luifel gesneden alliantiewapen (1904). Marmeren Douza-monument uit 1792 met portret van Janus Dousa (1792). Twee gotische grafzerken (ca. 1479 en 1509).
In de kerk bevindt zich een Knipscheer-orgel, in 1840 door ds. Kuyper en zijn vrouw aan de kerkelijke gemeente geschonken. Het orgel is in 1999-2000 gerestaureerd door Flentrop Orgelbouw te Zaandam. Het instrument heeft 22 registers, verdeeld over 2 klavieren en pedaal.
De toren vertoont romanogotische details. Hij is negen meter breed, 40 meter hoog en bevat een wenteltrap met 110 hoge treden.
Volgens de overlevering zou de schedel van Jeroen van Noordwijk in de kerk zijn begraven. In 1983 is in het koor een schedel van een jonge man opgegraven, welke (dus) onmogelijk van Jeroen kan zijn geweest.

## Geschiedenis
In 976 (volgens een ander handschrift in 955) verscheen Jeroen meerdere malen aan de boer Nothbodo met het bevel zijn gebeente op te graven en over te brengen naar de abdij van Egmond. Na zijn aanvankelijke weigering werden zijn paarden gestolen. Toen Jeroen daarna nogmaals verscheen, vond Nothbodo zijn gestolen paarden terug en ook de plek waar Jeroen begraven lag. Tussen de dood van Jeroen (in 856) en de schenking van de kerk van Noordwijk aan de abdij van Egmond (vóór 988) is op de plaats van de huidige Oude Jeroenskerk een houten kerk gebouwd.
Vermoedelijk bouwde men aan het begin van de 12e eeuw als opvolger een tufstenen kerk, eenbeukig met waarschijnlijk een rechthoekig koor. Aan het begin van de 13e eeuw werd een vrijstaande toren toegevoegd (twee geledingen, hoogte 13 m). Na 1303 voegde men nog drie geledingen toe (21 meter). Toen kreeg de toren de huidige hoogte (inclusief spits 40 meter). In de bovenste geleding bevinden zich spitse driepasnissen.
In de 13e (of begin 14e) eeuw werd het schip met bakstenen bekleed en door verlenging verbonden met de toren.
Kort na 1311 vond men in de kerk een schedel. Men was ervan overtuigd dat dit de schedel van Jeroen was. Volgens de overlevering begonnen de klokken spontaan te luiden en genas een man op wonderbaarlijke wijze. Pelgrims begonnen toe te stromen. In 1429 kreeg Noordwijk van de bisschop van Utrecht de status bedevaartsoord.
Na de grote brand van 1450 (maar ook reeds daarvoor: in 1415 en 1444 werd geld geleend voor verbouwingen) vonden er werkzaamheden aan de kerk plaats. Bij deze brand werd de toren gespaard en deze is hierdoor het oudste monument van Noordwijk. Dankzij inkomsten uit de bedevaart kon een grote kruiskerk worden gebouwd. De zijbeuken werden aan weerskanten van de toren doorgetrokken. Doordat tijdens de Spaanse bezetting het kerkbestuur door middel van brandschatting de verwoesting van de kerk afkocht kon de kerk behouden blijven. In 1573 ging de kerk over van katholiek naar hervormd.
In 1798 kwam de toren in eigendom van de gemeente, op last van de Franse bezetter, die kerktorens gebruikte voor communicatiedoeleinden. In 1860 werd in Noordwijk het huis van bewaring aan de Voorstraat gebouwd. Tot die tijd werden gevangenen opgesloten in twee cellen die zich in de toren bevinden. De 40 meter hoge toren bevat twee luidklokken. De grootste weegt 820 kg en is door Petrus Hemony in 1677 gegoten. De kleine luidklok stamt uit ca. 1952 en is vervaardigd door klokkengieterij Eijsbouts te Asten. Verder nog twee klokken, eveneens uit ca. 1952 en van Eijsbouts. In de toren bevindt zich tevens een kleine klok van Johannes Ouderogge uit 1690, maar deze is niet aangesloten. In 2012 zijn vier nieuwe klokken in gebruik genomen, ook gegoten door Eijsbouts. Het uit 1912 stammende uurwerk is in 2011/2012 gerestaureerd.

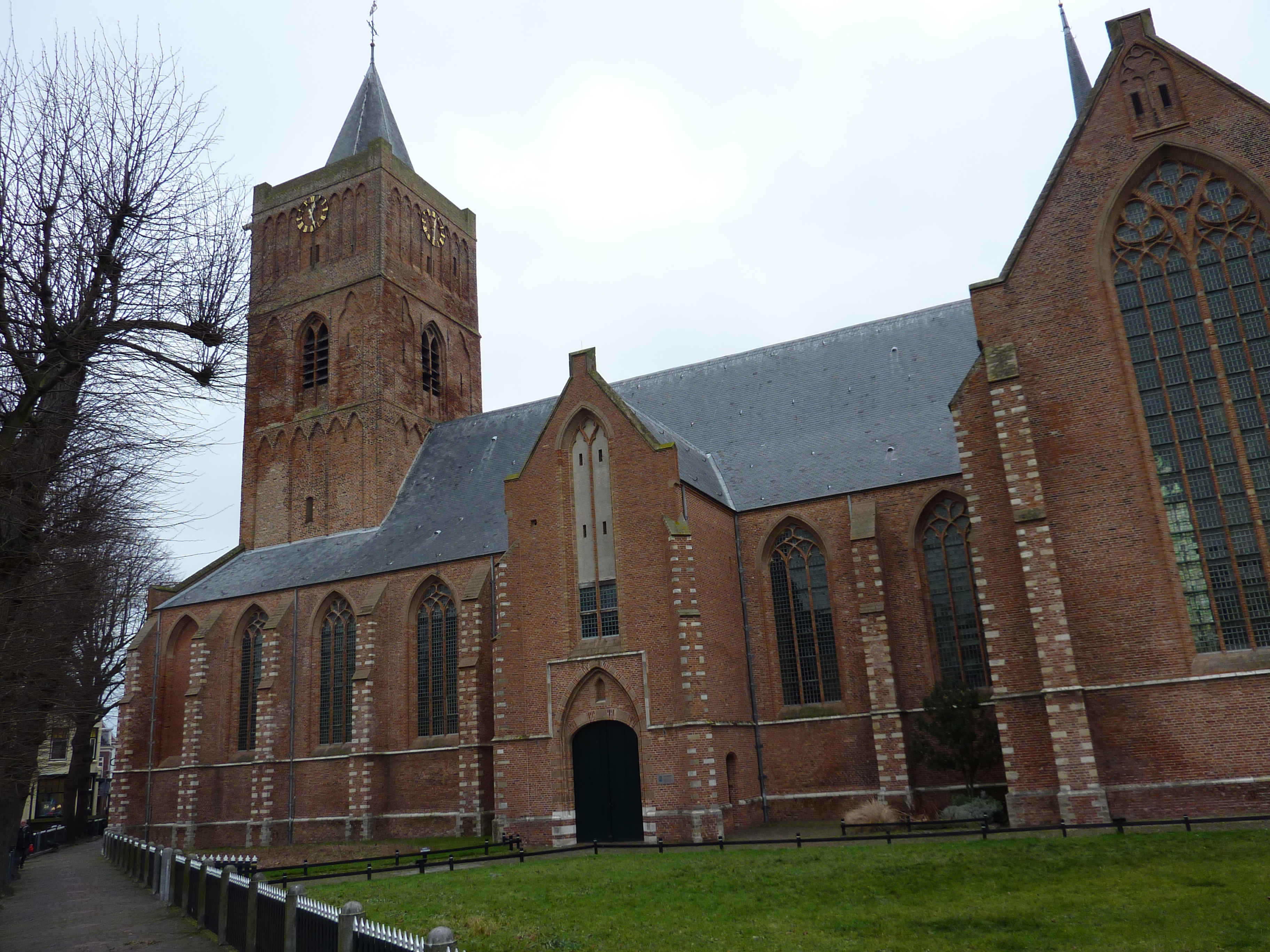
Oude Jeroenskerk, met op de achtergrond de toren
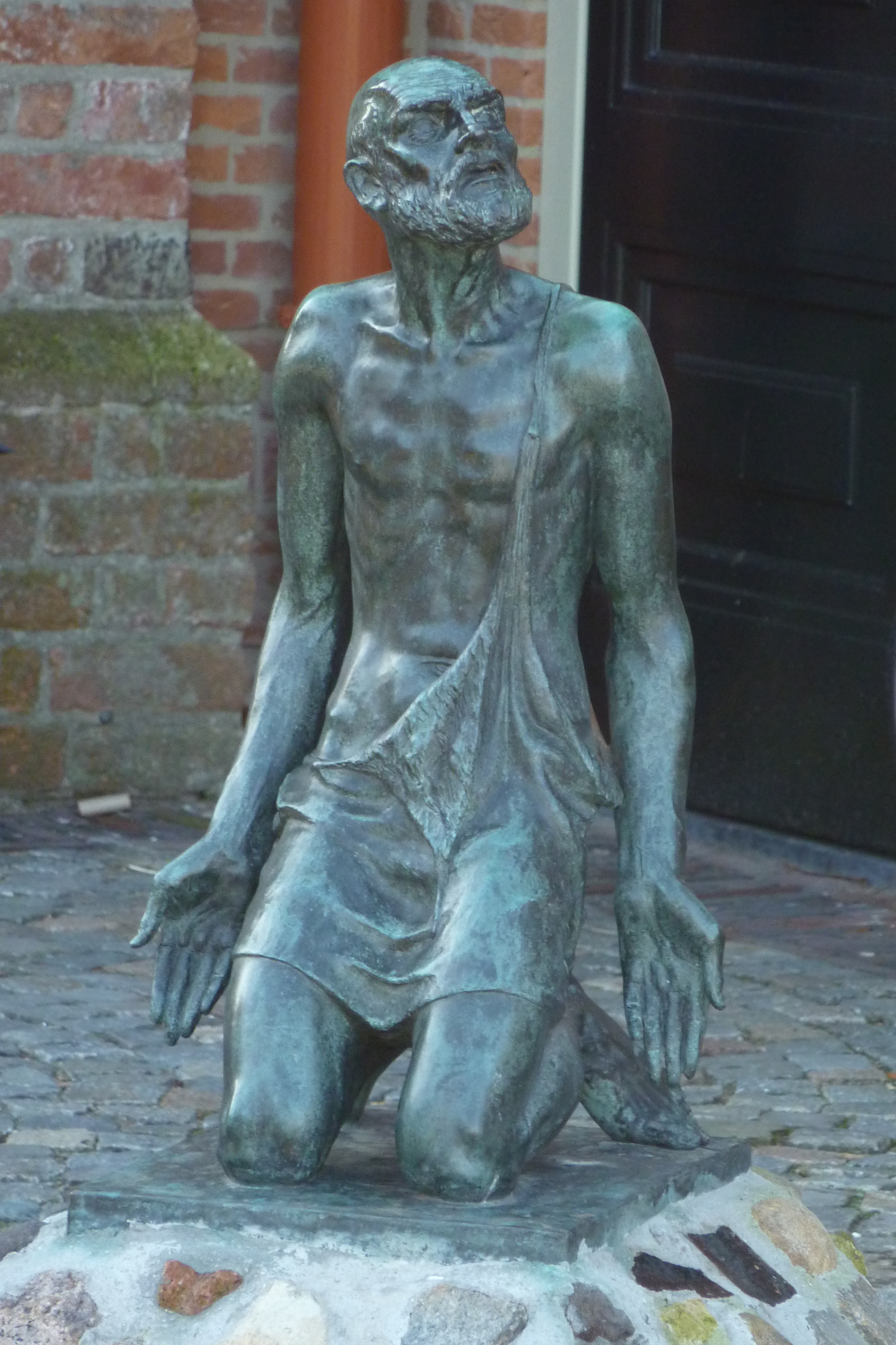
Beeld van Job bij de Oude Jeroenskerk
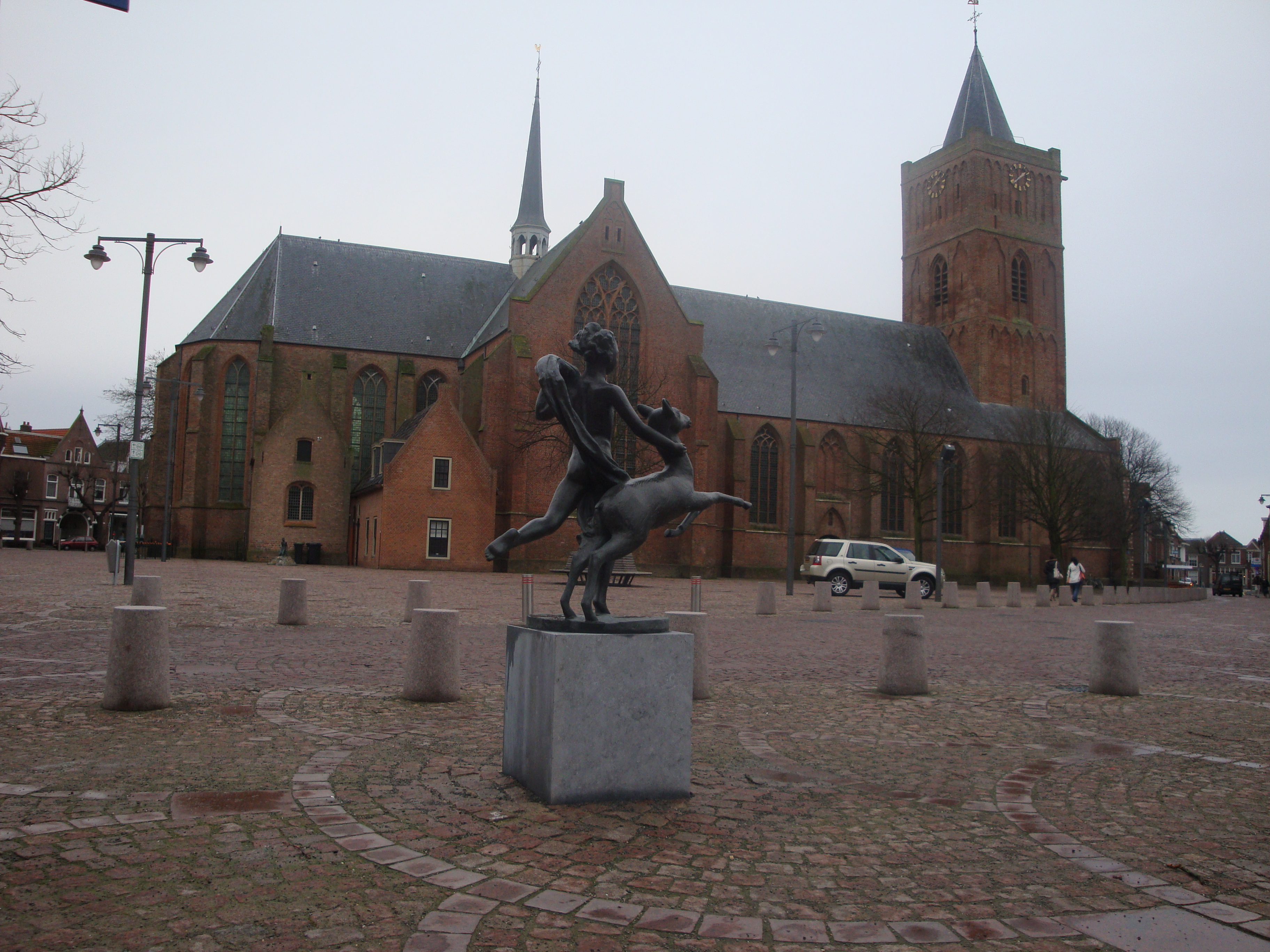
Beeld "Rennend Naakt Met Hinde", met kerk.
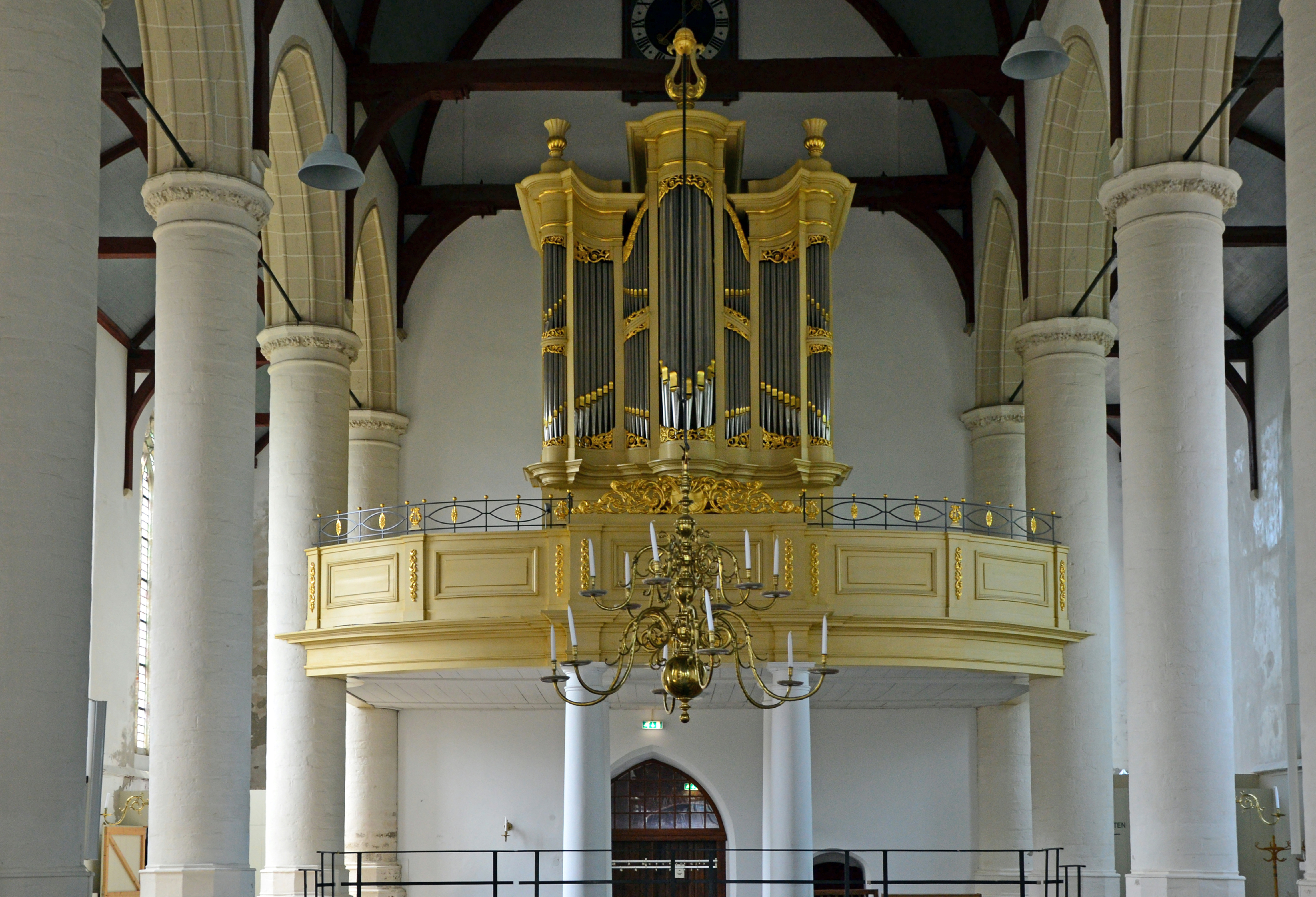
Orgel
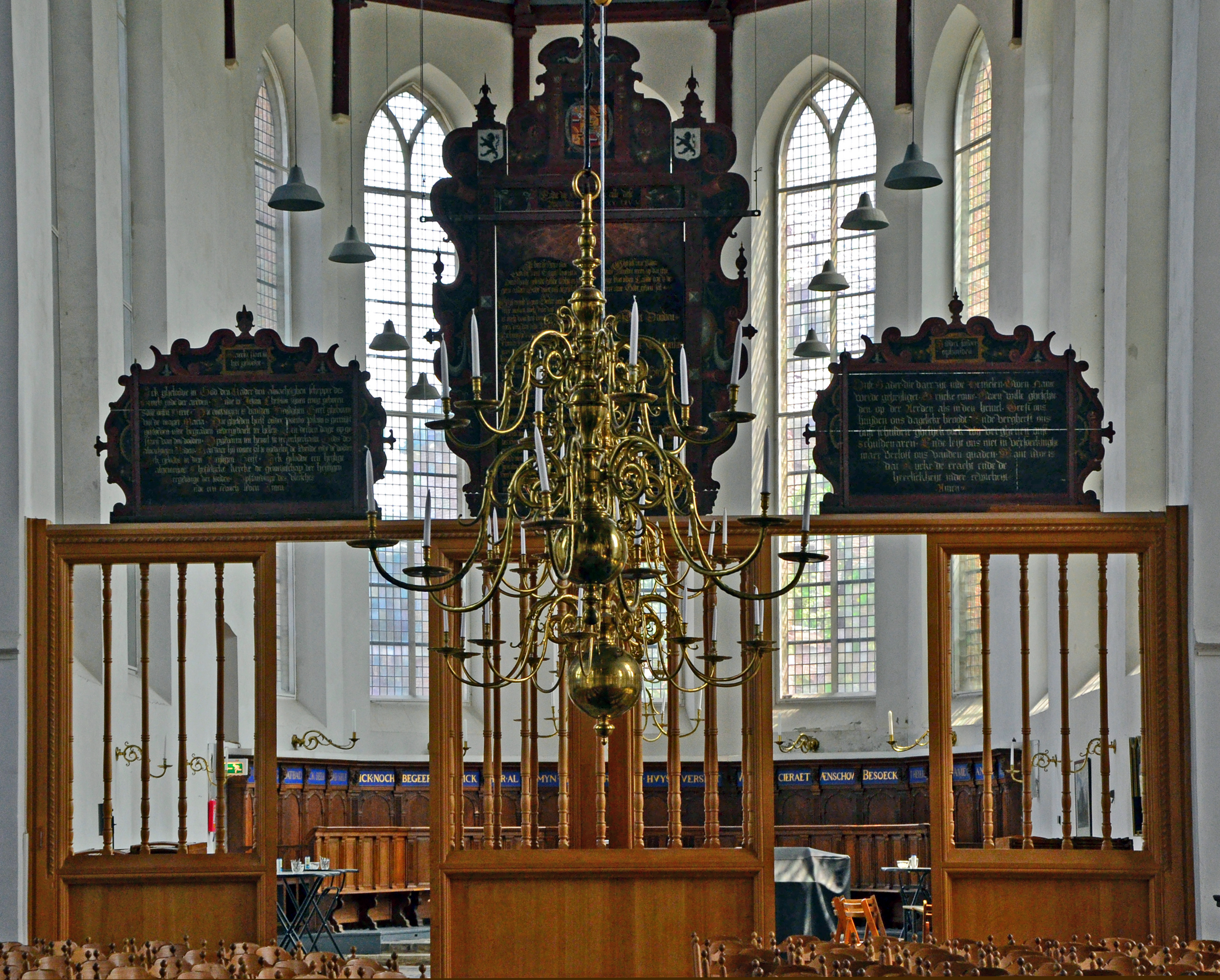
Priesterkoor

## Openstelling
De toren en de kerk hebben de status rijksmonument. De kerk is in de maanden juni, juli, augustus en in september tot Open Monumentendag op zaterdagen geopend voor bezichtiging. De toren is dan te beklimmen.

## Trivia
- Op 27 augustus 2005 vond de kerkelijke inzegening van het huwelijk van prins Pieter-Christiaan met prinses Anita, onder grote belangstelling, plaats in de kerk.
- In de kerk bevindt zich het Douza-grafmonument uit 1792, gewijd aan het geslacht Van der Does, Dousa of Douza.
- Sinds 1997 wordt er jaarlijks op de zondag nabij 17 augustus, de naamdag tevens sterfdatum van Jeroen van Noordwijk, een stille tocht gehouden vanaf de katholieke Sint-Jeroenskerk. Sinds 2012 ook vanaf de Oude Jeroenskerk door de dorpskern van Noordwijk-Binnen.